# Письмо индусу
Письмо к индусу (англ. А Letter to a Hindu) — открытое письмо Л. Н. Толстого, адресованное индусу Таракнату Дасу, боровшемуся за независимость Индии.

## История создания
«Письмо к индусу» было написано Львом Толстым в ответ на письма Таракната Даса, который искал поддержку в своей борьбе за независимость Индии от британского колониального господства у выдающегося русского писателя и мыслителя. Первое из этих писем было получено Толстым 24 мая 1908 года и содержало, в частности, такую просьбу: «Вы доставили величайшее благодеяние вашими литературными произведениями, посвященными России, мы просим вас, если у вас есть время, написать хотя бы статью об Индии и этим выразить ваши взгляды на Индию» Цит. по: Толстой Л. Н. Полное собрание сочинений: В 90 тт. — М.: Гослитиздат, 1956. — Т. 37. — С. 444. Толстой записал на конверте этого письма: «Желаю исполнить. Нужны сведения», — и 7 июня приступил к работе над «Письмом к индусу». Три дня спустя он отметил в дневнике: «Начал письмо к Индусу, да запнулся. Кажется, кончено». После этого писатель долгое время не возвращался к работе над «Письмом…».
31 октября Толстой получил второе письмо от Даса, которое, в отличие от первого, до наших дней не дошло. В тот же день писатель занёс в дневник такую запись: «Вчера просмотрел, поправил Сербское. <…> Нынче ещё поправлял. Письмо от Индуса. Надо отвечать почти то же». Судя по датам на обложках рукописей, Толстой работал над «Письмом к индусу» с 17 ноября по 14 декабря почти ежедневно, а 14 декабря записал в дневнике: «Кончил письмо Индусу». Там же содержится и оценка проделанной работы: «Слабо, повторения». Впоследствии Толстой существенно её пересмотрел: получив 19 марта 1910 года журнал с английским переводом своей статьи, писатель отметил: «Прочел письмо свое Индусу и оч[ень] одобрил».
«Письмо индусу» по-русски впервые было напечатано (в виде выдержек) в газетах «Киевские вести» (1909, № 103 от 19 апреля) и «Русские ведомости» (1909, № 89 от 19 апреля); полностью — в «Сочинениях гр. Л. Н. Толстого», часть двадцатая, изд. С. А. Толстой (1911).
На английском языке письмо впервые было напечатано в журнале М. Ганди «Indian opinion» в январе 1910 года. В том же году был напечатан авторизованный перевод «Письма к индусу» на немецком языке — «Leo Tolstoi. Brief an einen Hindu. Autorisierte Übersetzung von Dr. A. Schkarwan. Mit Vorwort, herausgegeben von Dr. E. Schmitt».

## Содержание
Письмо состоит из 7 глав, к каждой из которых в качестве эпиграфа предпослано изречение с подписью «Кришна». Материалы переписки Толстого и Ганди позволили исследователям установить, что все эти афоризмы на самом деле принадлежали кришнаитскому гуру Премананде Бхарати (1857—1914) и были взяты из его книги «Шри Кришна: Господь Любви» (1904).

## Значение
В 1909 году Махатма Ганди письменно попросил разрешения у Толстого на перепечатку этого письма в своём журнале "Индийское мнение" (англ. Indian Opinion). В это время Ганди находился в Южной Африке, где начинал свою политическую карьеру. Он самостоятельно перевёл письмо с английского языка и отослал его в Индию, чтобы там письмо напечатали на его родном гуджаратском языке. Идеи непротивления злу насилием, изложенные Толстым в этом письме и других работах, оказали сильное влияние на Махатму Ганди, который впоследствии возглавил Индийское национально-освободительное движение и добился мирного отделения Индии от Англии в 1947 году.